# Anna Chancellor

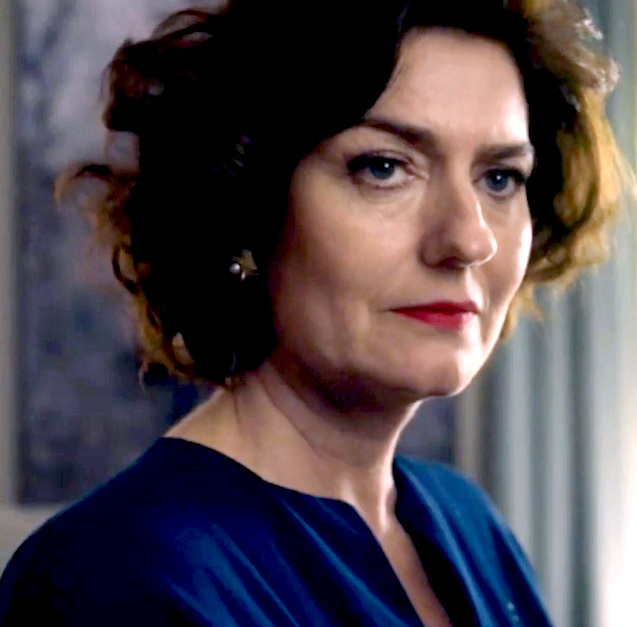
Anna Chancellor, 2018

Anna Theodora Chancellor (* 27. April 1965 in Richmond, London, England) ist eine britische Schauspielerin, die in Deutschland unter anderem durch die Filme Vier Hochzeiten und ein Todesfall, Was Mädchen wollen und Stolz und Vorurteil bekannt ist.

## Leben und Karriere
Anna Chancellor wurde 1965 in Richmond, einem Stadtteil von London, als Tochter von John Chancellor und Mary Joliffe geboren. Ihre Cousine ist die Schauspielerin Dolly Wells. In ihrem dritten Jahr an der London Academy of Dramatic Arts und Musical wurde sie schwanger und stieg aus. Ihre Tochter wurde 1988 geboren. Nach dem Scheitern ihrer Ehe mit dem schottischen Dichter Jock Scott heiratete sie Nigel Willoughby, den sie 1993 während der Dreharbeiten für einen Werbespot der Biermarke Boddingtons kennengelernt hatte. Die Ehe wurde 1999 geschieden.
Ihre Darstellung der Henrietta („Duckface“) in dem Film Vier Hochzeiten und ein Todesfall aus dem Jahr 1994 machte Anna Chancellor weltweit bekannt.

## Filmografie (Auswahl)
- 1990: Killing Dad or How to Love Your Mother
- 1990–1996: Jupiter Moon (Fernsehserie, 50 Folgen)
- 1992: Inspektor Morse, Mordkommission Oxford (Inspector Morse, Fernsehserie, 1 Folge)
- 1993: Agatha Christie’s Poirot (Poirot, Fernsehreihe, Episode 5x06 Die Pralinenschachtel (The Chocolate Box))
- 1994: Vier Hochzeiten und ein Todesfall (Four Weddings and a Funeral)
- 1995: Staggered
- 1995: Stolz und Vorurteil (Pride and Prejudice, Fernsehsechsteiler, alle Folgen)
- 1997: Agent Null Null Nix (The Man Who Knew Too Little)
- 1998: Heart
- 2001: Heiraten für Fortgeschrittene (Crush)
- 2002: Tipping the Velvet
- 2003: Was Mädchen wollen (What a Girl Wants)
- 2003: Die Träumer (The Dreamers)
- 2003: Dr. Slippery (Fortysomething, Fernsehserie, 6 Folgen)
- 2004: Agent Cody Banks 2: Mission London (Agent Cody Banks 2: Destination London)
- 2005: Per Anhalter durch die Galaxis (The Hitchhiker’s Guide to the Galaxy)
- 2005–2007 Spooks – Im Visier des MI5 (Spooks, Fernsehserie, 15 Folgen)
- 2006–2007: Suburban Shootout – Die Waffen der Frauen (Suburban Shootout, Fernsehserie, 11 Folgen)
- 2007: Die Girls von St. Trinian (St. Trinian’s)
- 2007: Sherlock Holmes and the Baker Street Irregulars (Fernsehfilm)
- 2008: Agatha Christie’s Marple (Fernsehserie, 1 Folge)
- 2009–2010: Law & Order: UK (Fernsehserie, 2 Folgen)
- 2010: Silent Witness (Fernsehserie, 2 Folgen)
- 2011: Waking the Dead – Im Auftrag der Toten (Waking the Dead, Fernsehserie, 2 Folgen)
- 2011: The Hour (Fernsehserie, 12 Folgen)
- 2013: How I Live Now
- 2014: Downton Abbey (Fernsehserie, Folge 5x01)
- 2014: Inside No. 9 (Fernsehserie, Folge 1x01)
- 2014: Penny Dreadful (Fernsehserie, Folge 1x05)
- 2014: Testament of Youth
- 2014: Fleming: Der Mann, der Bond wurde (Fleming: The Man Who Would Be Bond, Miniserie, 4 Folgen)
- 2016: Der wunderbare Garten der Bella Brown (This Beautiful Fantastic)
- 2016: Shakespeare für Anfänger (The Carer)
- 2016: Mord auf Shetland (Shetland, Fernsehserie, 4 Folgen)
- 2016: Flowers (Fernsehserie, Folge 1x03)
- 2016: New Blood – Tod in London (New Blood, Fernsehserie, 7 Folgen)
- 2016: Grantchester (Fernsehserie, 1 Folge)
- 2017: Love of my Life
- 2017: The Crown (Fernsehserie, Folge 2x07)
- 2018: Benjamin
- 2018: The Happy Prince
- 2018: Tödlicher Irrtum (Ordeal by Innocence, Fernsehserie, 3 Folgen)
- 2018: Death in Paradise (Fernsehserie, Staffel 8, Folge 4)
- 2018: Trust (Fernsehserie, 8 Folgen)
- 2019–2022: Pennyworth (Fernsehserie)
- 2020, 2022: The Split – Beziehungsstatus ungeklärt (The Split, Fernsehserie, 8 Folgen)
- 2020: The Watch (Fernsehserie)
- 2022: Mrs. Harris und ein Kleid von Dior (Mrs. Harris Goes to Paris)
- 2024: My Lady Jane (Fernsehserie)

## Auszeichnungen
- 2011: Nominierung – British Academy Television Award als beste Nebendarstellerin (The Hour)
- 2011: Nominierung – Broadcasting Press Guild Award als Darstellerin (The Hour)